# 철인들 (1969년 영화)
철인들(The Undefeated)은 미국에서 제작된 앤드루 V. 매클래글렌 감독의 1969년 서부 영화이다. 존 웨인 등이 주연으로 출연하였고 로버트 L. 잭스 등이 제작에 참여하였다.

## 출연

### 주연
- 존 웨인
- 록 허드슨

### 조연
- 마리안 맥카고
- 리 메리웨더
- 멀린 올슨

## 제작진
- 의상: 빌 토머스